# Lukáš Palyza
Lukáš Palyza (ur. 10 listopada 1989 w Ostrawie) – czeski koszykarz występujący na pozycji skrzydłowego, obecnie zawodnik BK Olomoucko Prościejów.
3 sierpnia 2017 został zawodnikiem GTK Gliwice. 14 sierpnia 2018 dołączył do czeskiego BK Olomoucko Prościejów.

## Osiągnięcia
Stan na 5 sierpnia 2017, na podstawie, o ile nie zaznaczono inaczej.
Drużynowe
- Mistrz Czech (2012–2014)
- Wicemistrz Czech (2017)
- Zdobywca Pucharu Czech (2012–2014)
- Uczestnik rozgrywek:
  - Zjednoczonej Ligi VTB (2011–2014)
  - Eurocup (2011–2014)

Indywidualne
- Uczestnik meczu gwiazd czeskiej ligi NBL (2011, 2013)

Reprezentacja
- Brązowy medalista kwalifikacji olimpijskich (2016)
- Uczestnik:
  - mistrzostw Europy:
    - 2015 – 7. miejsce
    - U–20 dywizji B (2008 – 9. miejsce)
    - U–18 dywizji B (2007 – 6. miejsce)

  - kwalifikacji do Eurobasketu (2014)